# Horten Ho 33
Die Horten Ho 33 ist ein Sportflugzeug der Brüder Horten.

## Geschichte
Als 1951 in Deutschland wieder der Bau von Segelflugzeugen möglich wurde, begann der in Deutschland gebliebene Walter Horten auf Basis der Horten H III die Konstruktion eines Nurflüglers mit der Bezeichnung Horten Ho 33. Gebaut wurde dieser ab 1953 bei der Alfons Pützer KG in Bonn. Das Flugzeug wurde wegen des noch gültigen Bauverbotes für Motorflugzeuge zunächst als Segelflugzeug gebaut, der erste antriebslose Flug erfolgte 1954. Die Motorisierung und vorläufige Verkehrszulassung (Kennzeichen: D-EJUS) wurde im Rahmen eines Forschungsauftrages des Bundesverkehrsministeriums durch die Flugwissenschaftliche Vereinigung Aachen 1920 e. V. (FVA) unter der Projektbezeichnung FVA-17 durchgeführt. Dazu wurde die Maschine um Weihnachten 1955 auf den bei Aachen liegenden Flugplatz Merzbrück überführt. Als Antrieb war ein Vierzylinder-Reihenmotor Zündapp Z9-092 mit 37 kW und Druckpropeller vorgesehen. Erst am 26. März 1957 konnte der erste Motorflug mit dem Piloten Hommes an Bord durchgeführt werden. Schon drei Jahre später musste das – durch die Umbauten deutlich zu schwer gewordene – Flugzeug wegen Fehlern in der Kasein-Verleimung verschrottet werden.

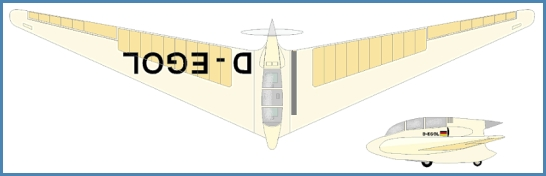
Zweiseitenansicht der Ho 33

Bereits 1955 wurde ein zweites Exemplar mit Kaurit-Verleimung und einem Porschemotor PFM 678/0 mit 48 kW gebaut (Kennzeichen D-EGOL). Der Erstflug erfolgte am 28. September 1955 in Bonn-Hangelar mit Johnny Müller am Steuer. Die Maschine wurde ab Juni 1956 auf den stärkeren PFM 678/4 mit 55 kW umgerüstet. Die Maschine gehört heute dem Deutschen Segelflugmuseum mit Modellflug auf der Wasserkuppe und ist dort mit einigen Änderungen zum Segelflugzeug V1 zurückgebaut worden. Die Maschine erwies sich trotz guter Flugleistungen aufgrund der großen Spannweite als unhandlich, zu empfindlich beim Rollen und mit 18.000 DM zu teuer, so dass Horten und Pützer auf eine Serienfertigung verzichteten.

## Konstruktion
Die Horten Ho 33 ist ein Nurflügler mit Vierradfahrwerk, bei dem zwei hintereinander im Rumpf untergebrachte Haupträder (das hintere war steuerbar) durch zwei Stützräder in den Flügeln unterstützt werden. Es war als Motorflugzeug mit guten Segelflugeigenschaften konstruiert. Der Motor war hinter den Sitzen eingebaut und trieb über eine 92 cm lange Fernwelle einen Druckpropeller an. Als Antrieb waren Zündapp-, Continental- und Porsche-Motoren zwischen 45 und 85 PS geplant, wobei Horten auch den Einbau einer wesentlich stärkeren Turbine Turbomeca Palas plante. Der einholmige Flügel war mit einer Torsionsnase in Holz ausgeführt. An den Außenflügeln kamen zur Steuerung kombinierte Quer- und Höhenruder sowie besondere Klappen zum Einsatz, die zur Seitensteuerung nach oben als Widerstandsfläche ausgeschlagen wurden. Der Rumpf war wie der Flügel in Holzbauweise ausgeführt mit zwei Sitzen hintereinander.

## Technische Daten
| Kenngröße             | Daten                                   |
| --------------------- | --------------------------------------- |
| Besatzung             | 1                                       |
| Passagiere            | 1                                       |
| Länge                 | 4,85 m                                  |
| Spannweite            | 19,20 m                                 |
| Höhe                  | 2,00 m                                  |
| Flügelfläche          | 35,6 m²                                 |
| Flügelstreckung       | 10,4                                    |
| Gleitzahl             | 26 bei 90 km/h                          |
| Leermasse             | 460 kg                                  |
| max. Startmasse       | 650 kg                                  |
| Reisegeschwindigkeit  | 150 km/h                                |
| Höchstgeschwindigkeit | 172 km/h (max. zulässig 240 km/h)       |
| Triebwerke            | ein Porsche PFM 678/3 mit 52 PS (38 kW) |